# MicroKorg
Ne doit pas être confondu avec le Korg Micro X.

Le MicroKorg est un synthétiseur numérique à modélisation analogique avec vocoder produit par le constructeur japonais Korg à partir de 2002. Le modèle a été décliné en 2009 avec le MicroKorg XL puis le MicroKorg XL+.

## Versions

### MicroKorg
Produit à partir de 2002, le MicroKorg original est dérivé du MS2000 de Korg.
Sa polyphonie est de quatre notes avec un vocoder seize bandes (groupées en huit paires) et il est multitimbral à deux canaux.

### MicroKorg XL
Produit à partir de 2009, et cohabitant avec le MicroKorg original, le MicroKorg XL dispose de la technologie de synthèse MMT introduite avec le RADIAS de Korg et déjà présente dans le R3 de la même marque, ainsi que d'effets issus des produits de la gamme Kaoss.
Contrairement au premier MicroKorg, sa polyphonie est de huit notes avec un vocoder seize bandes, mais il reste multitimbral à deux canaux.

### MicroKorg XL+
Le MicroKorg XL+ est identique au MicroKorg XL, mais dispose de sons supplémentaires.